# Callicostella chloroneura
Callicostella chloroneura là một loài rêu trong họ Pilotrichaceae. Loài này được Müll. Hal. ex M. Fleisch. mô tả khoa học đầu tiên năm 1908.